# Yves Robert
Yves Henry Charles Marie Robert, född 19 juni 1920 i Saumur, Pays de la Loire, död 10 maj 2002 i Paris, var en fransk filmregissör, manusförfattare och skådespelare.

## Filmografi i urval
- 1955 – Het ungdom (roll)
- 1955 – Kärleksmanöver (roll)
- 1962 – Cléo från 5 till 7 (roll)
- 1962 – Knappkriget (manus och regi)
- 1968 – I krig och kärlek... (roll)
- 1970 – Gangstern (roll)
- 1970 – Le Distrait (roll)
- 1972 – Den långe blonde med en svart doja (regi)
- 1972 – Les Malheurs d'Alfred (manus)
- 1972 – Money Money Money (roll)
- 1973 – Kändisen (manus, regi och produktion)
- 1974 – Le Retour du grand blond (manus och regi)
- 1976 – Åh... dessa karlar! (manus, regi och produktion)
- 1980 – Rötägget (roll)
- 1984 – Le Jumeau (regi)
- 1990 – Nyckeln till Provence del 1 (manus och regi)
- 1990 – Nyckeln till Provence del 2 (manus och regi)
- 1992 – Krisen (roll)